# Donausteig

Logo Donausteig

Der Donausteig ist ein österreichisch-bayerischer Weitwanderweg und führt seit Sommer 2010 großteils an den beiden Donauufern von Passau über Linz bis nach St. Nikola kurz nach Grein.

## Beschreibung

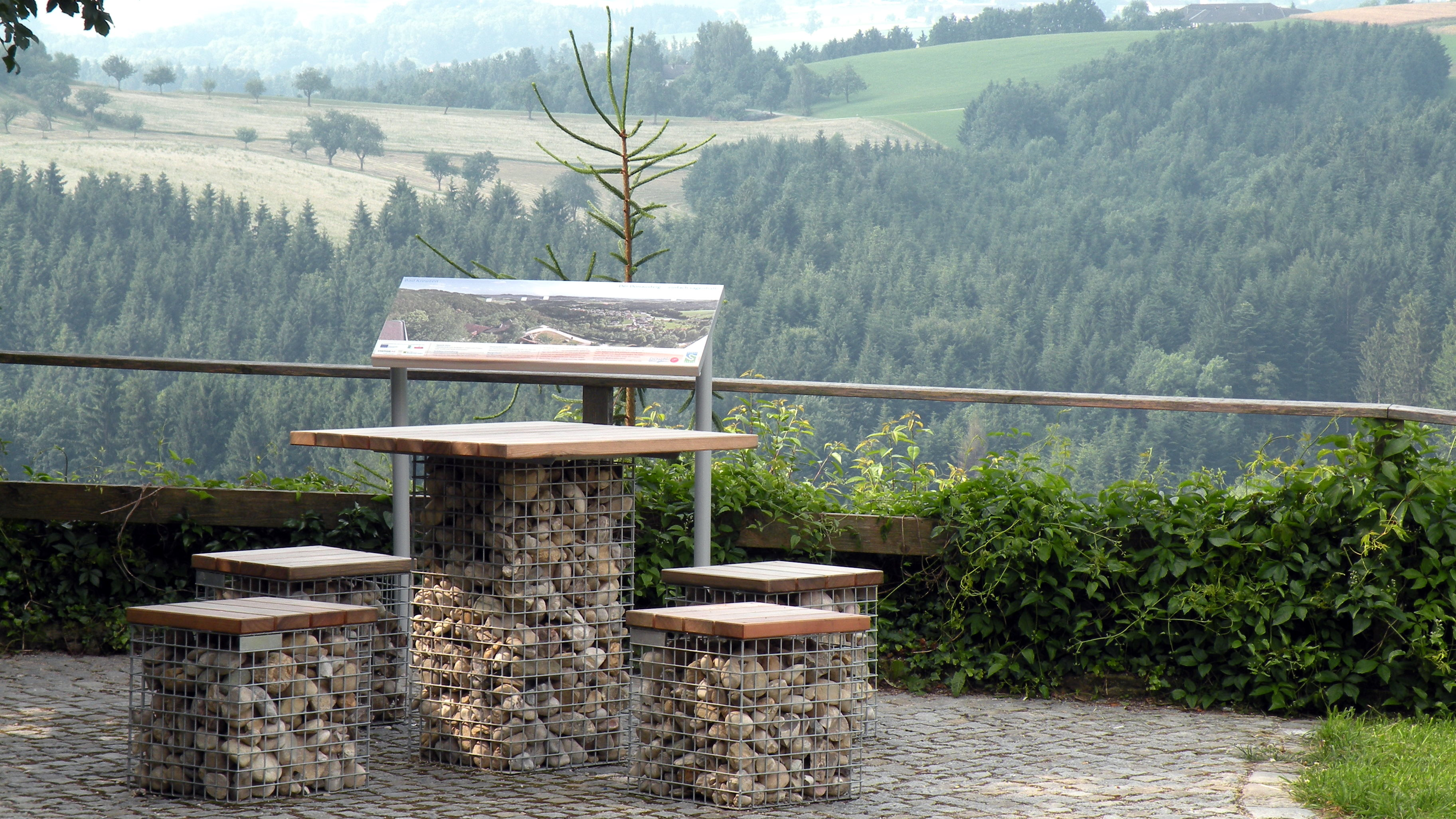
Donausteig Start-, Rast- und Panoramaplatz

Der Weg ist ein nichtalpiner Fernwanderweg in Österreich, hat eine Länge von rund 450 Kilometern und führt in 23 Etappen durch das Gebiet von fünf bayerischen und 40 österreichische Gemeinden. Der Donausteig verläuft weitestgehend in der Natur und führt zu beliebten Landschafts- und Aussichtspunkten.
Neben dem Hauptweg wurden 41 offizielle Donausteigrunden beschildert. Entlang der Strecke wurden 135 Start-, Rast- und Panoramaplätze eingerichtet und an die viertausend Markierungstafeln aufgestellt. Der Wanderweg knüpft in Passau an den 2007 eröffneten Goldsteig an.
Der Donausteig ist neben dem Donauradweg, der Donauschifffahrt mit insgesamt 15 ober- und niederösterreichischen Schiffsanlegestellen und der Kultur an der Donau ein weiteres teilweise von der öffentlichen Hand (EU, Land, Gemeinden) gefördertes Projekt der Werbegemeinschaft Donau Oberösterreich mit 37 oberösterreichischen und 4 bayerischen Mitgliedsgemeinden.
Seit 2014 wird jährlich eine Sagenwanderung mit Helmut Wittmann angeboten. Harfe und Blockpfeife sorgen für eine stilechte Untermalung.

### Naturschutzgebiete
Der Donausteig durchquert die Natura 2000 und FFH-Gebiete Oberes Donau- und Aschachtal mit ihren naturnahen Hang- und Schluchtwäldern, das Vogelschutzgebiet Oberes Donautal, das FFH- und Vogelschutzgebiet Traun–Donau-Auen, das geplante Natura 2000 Gebiet Machland Nord, die Naturschutzgebiete Donauleiten in Bayern und Pesenbachtal, Rannatal, das Tal des Kleinen Kößlbaches und Schlossberg Neuhaus.
Zu den herausragenden Naturerlebnissen zählen der Strudengau mit der Stillensteinklamm und der Wolfschlucht bei Bad Kreuzen, die Aulandschaft im Machland Nord, die Klamschlucht, das Pesenbachtal, und das Obere Donautal Oberösterreichs mit der Schlögener Schlinge, das Rannatal und das Tal des Kleinen Kösslbachs.

### Bauwerke
- Schloss Greinburg in Grein: Das älteste Wohnschloss Österreichs ist für die Öffentlichkeit zugänglich. Zu besichtigen sind die historischen Räume (Rittersaal, Schlosskapelle, Diamantgewölbe, Sala Terrena, Arkadenhof) und das Oberösterreichische Schifffahrtsmuseum. Führungen nach Anmeldung geben auch Einblick in die Coburger Festräume.

- Gobelwarte, Aussichtswarte in Grein

- Siebenbögiges Viadukt der Donauuferbahn an der Grenze von Grein und St. Nikola an der Donau

- Burgruine Schaunberg zwischen Aschach und Eferding: war die Stammburg des Grafen von Schaunberg

- Ars Electronica Center: Museum für digitale Kunst und Medienkunst in Linz

- Lentos Kunstmuseum Linz

- Alter und Neuer Dom in Linz

- Brucknerhaus: Konzert- und Veranstaltungshaus in Linz

- Linzer Schloss: befindet sich auf einer Anhöhe über der Linzer Altstadt

- Pöstlingbergbahn bei Linz, die längste Adhäsionsbahn Europas

- Burg Clam im Bezirk Perg im oberösterreichischen Mühlviertel: steht auf einem bewaldeten Bergrücken oberhalb des Marktes Klam, steil zur Klamschlucht abfallend

## Streckenverlauf
Der Donausteig führt sowohl am nördlichen, als auch am südlichen Donauufer von der Dreiflüssestadt Passau über die Kulturhauptstadt Linz bis nach Grein, dem tiefst gelegenen Ort in Oberösterreich (218 Höhenmeter).
In mehreren Tagesetappen können Weitwanderer die gesamten 450 km des Donausteigs begehen. Ausgehend von Passau, die Kapelle „Maria im Walde“ passierend erreicht man Freinberg, der Ausgangspunkt zum höher liegenden Dreiflüsseblick Richtung Passau. Danach verläuft der Weg durch das Naturschutzgebiet Kleines Kösslbachtal und weiter die Donauleiten aufwärts nach Vichtenstein. Der Donausteig führt dann direkt an der Donau weiter nach Wesenufer. Weiter geht es zum „Vier-Viertel-Blick“ und zum „Schlögener Blick“, mit Aussicht auf das größte Naturschauspiel des Donausteigs: die Schlögener Schlinge. Von Aschach ausgehend verläuft der Weg weiter hinauf zur Burgruine Schaunberg, nach Eferding und schließlich nach Wilhering. Beispielsweise mit der Fähre gelangt man dann nach Ottensheim.
Eine weitere Etappe beinhaltet den Pöstlingberg mit der steilsten Adhäsionsbahn Europas, die Pöstlingbergbahn, und führt die Wanderer weiter nach Linz mit der sehenswerten Linzer Altstadt, dem Neuen und Alten Dom, dem Barocken Linzer Hauptplatz und dem Ars Electronica Center, dem Lentos Kunstmuseum, dem Schlossmuseum, dem Stadtmuseum Nordico, dem Brucknerhaus, dem Landestheater Linz sowie der Voestalpine Stahlwelt.
Von Linz ausgehend geht es auf Schotterwegen weiter durch die Kulturlandschaft nach Rohrbach, St. Florian und schließlich nach Enns. Mit der Fähre ab Enghagen erreicht man Mauthausen und wandert durch die flache Landschaft und über Feldwege weiter nach Perg. Vom Stadtplatz im Zentrum verläuft der Donausteig weiter nach Baumgartenberg, über die Burg Clam, die Klamschlucht nach Saxen und über die Gobelwarte schließlich weiter nach Grein. Die letzten Etappen verlaufen über St. Nikola und Sarmingstein nach Waldhausen und schlussendlich über Bad Kreuzen wieder zurück nach Grein.

## Donausteigrunden
Für Ausflugswanderer wurden die 41 Donausteigrunden konzipiert. Diese zweigen auch von der Stammroute des Donausteiges ab und verlaufen ins Hinterland sowie zu zahlreichen Aussichts- und Erlebnispunkten.

### Wilhering – Bauern und Holzknechtrunde
Ausgangspunkt ist die Fähranlegestelle in Wilhering. Auf der Bundesstraße in Fahrtrichtung Linz, führt die Route durch den Ort hindurch und weiter über einen Feldweg. Von einem Hügel aus kann der Ausblick über Ottensheim und Wilhering genossen werden. Der Wanderpfad verläuft weiter bergauf durch den Kürnberger Wald und danach wieder talabwärts zur Siedlung Mühlbach entlang eines Hohlwegs mit integriertem Naturlehrpfad. Über Felder und Hügel gelangt man zurück zur Donau. Beim Kraftwerk Ottensheim-Wilhering schließt der Weg wieder an den Donausteig an und führt zurück nach Wilhering.

### Stadtwanderweg Pöstlingberg
Ausgangspunkt des Wanderweges ist die Rasttafel Donausteig/Urfahrmarkt unmittelbar vor dem Ars Electronica Center. Mit direktem Blick auf die Linzer Kulturmeile mit dem Lentos Kunstmuseum, dem Brucknerhaus und dem Linzer Schloss führt der Wanderweg entlang der Donau, weiter am Neuen Rathaus vorbei bis zur Oberen Donaustraße. Im weiteren Verlauf kreuzt der Weg die Strecke der Pöstlingbergbahn, die steilste Adhäsionsbahn Europas. Nach links geht es weiter in den Schablederweg, der zum Großteil neben den Schienen der Pöstlingbergbahn verläuft. Für Tierliebhaber bietet sich ein Besuch im nahegelegenen Linzer Tiergarten an.
Der Weg führt weiter hinauf zum 537 Meter hohen Pöstlingberg, der auch die Akropolis von Linz genannt wird. Die Linzer Grottenbahn, die barocke Wallfahrtsbasilika und der Rosengarten sind weitere interessante Punkte entlang des Wanderweges und gehören zur Erlebniswelt Pöstlingberg. Die Grottenbahn führt durch eine bunte Märchenwelt, die Szenen aus Kindermärchen zeigt. Im unteren Geschoss des Befestigungsturms befindet sich der Linzer Hauptplatz um 1900 in Miniatur. Das Panoramaplateau „Sieben Schmerzen Mariä“ bietet einen weitreichenden Blick auf die Stadt Linz.
Das Collegium Petrinum, ein bischöfliches Gymnasium, welches Ende des 19. Jahrhunderts errichtet wurde, erreicht man über den steilen Kreuzweg. Danach führt der Weg wieder zurück zum Rastplatz vor dem Ars Electronica Center. Nach dieser Wanderung bietet sich an, die nahe gelegene Linzer Altstadt zu erkunden, die direkt über die Nibelungenbrücke zu erreichen ist.

### Etappe Linz-Enns
Ausgangspunkt ist die Straßenbahnhaltestelle „Hartheimerstraße“ in Ebelsberg. Auf dem Gehsteig entlang geht es Richtung St. Florian entlang unter der Autobahn hindurch, bis der Weg nach links abzweigt und in einen Feldweg übergeht. Der Weg führt nach Ölkam und von dort aus nach Rohrbach bei St. Florian. Von dort geht es durch den Ort hindurch in Richtung Wald, von dem nach einem kurzen Anstieg der Blick auf die Stadt und den Stift genossen werden kann. Es geht durch den Ort hindurch, vorbei am Gemeindeamt hinunter zur Ipfbach. In Weilling gibt es weitere Möglichkeiten auf schöne Ausblicke auf St. Florian und das Stift. Danach ist man in Tillysburg von dort man nach Volkersdorf gelangt. Vom Rabenberg aus gibt es eine Rundumsicht. Der letzte Schritt führt über einen geschotterten Spazierweg direkt nach Enns.

## Donausteig-Gemeinden (alphabetisch)
Von den 45 Donausteig-Gemeinden befinden sich fünf in Bayern und 40 in Oberösterreich.
Der Weg führt durch insgesamt sieben oberösterreichische Leader-Regionen (von West nach Ost): Region Sauwald, Region Donau-Böhmerwald, Region Hausruck Nord, Region Eferding, Region Urfahr-West, Region Linz-Land und Region Strudengau.
Die Bezeichnung der in der jeweiligen Gemeinde beginnenden Donausteigrunde wird in Klammern angegeben.

### Bayern
- Kellberg/Thyrnau (Kellberger Keltenrunde mit Facklmühle, König-Max-Höhe, Donaublick und Grafmühle, 8,9 Kilometer)
- Obernzell (Zeller Donausteigrunde mit Hammermühle, 9,9 Kilometer)
- Passau (Donausteigrunde mit Veste Oberhaus, 6,8 Kilometer)
- Untergriesbach (Sonnenweg mit Burgruinen Neu- und Altjochenstein, 5,7 Kilometer)

### Österreich
- Aschach (Koblrunde mit Schoppermuseum, 3,4 Kilometer)
- Asten (Zollordnungsweg mit Freilichtmuseum Sumerauerhof, 16,9 Kilometer)
- Bad Kreuzen (Kreuzner Donaublickrunde mit Burg Kreuzen und Wolfsschlucht, 16,8 Kilometer)
- Baumgartenberg (Voralpenblickrunde mit Stift Baumgartenberg)
- Eferding (Gschicht´nweg mit Schloss Starhemberg, 2,2 Kilometer)
- Engelhartszell (Trappistenrunde mit Panoramablick Moarfelsen, Panorama Donaublick und Panorambühne, 11,9 Kilometer)
- Enns (Cittàslowrunde mit Schloss Ennsegg und Stadtturm, 1,8 Kilometer)
- Esternberg (Kösslbachrunde mit Wanklmoar Sag, 15,7 Kilometer)
- Feldkirchen (Schlösserrunde mit Schloss Bergheim, Schloss Mühldorf, Pesenbachtal und Prälatenstein, 20,7 Kilometer)
- Freinberg (Passaublick-Severinsweg mit Passaublick in Unterfreinberg, 9,5 Kilometer)
- Grein (Greiner Donaublickrunde mit Schloss Greinburg, Stadttheater und Kalvarienberg, 5,8 Kilometer)
- Haibach (CICONIA-Weg mit Schlögener Blick und Steiner Felsen, 11,2 Kilometer)
- Hartkirchen (Schaunbergrunde mit Burgruine Schaunberg und Kloster Pupping, 10,7 Kilometer)
- Hofkirchen (Wasserfallrunde mit Bockbach Wasserfall, 8,4 Kilometer)
- Kirchberg (Donausteigrunde mit Aussichtsturm und Burgstallblick, 16,8 Kilometer)
- Klam (Rundwanderweg Klam mit Burg Clam, 6 Kilometer)
- Kleinzell/Sankt Martin (Der steinige Weg mit Naturbad Resilacke, Erlebniswelt Granit und Schloss Neuhaus, 12,8 Kilometer)
- Lembach (Leinenweberweg mit Abenteuerspielplatz und Mühlholzkapelle, 15,1 Kilometer)
- Linz (Donausteigrunde mit Pöstlingberg, AEC und Grottenbahn, 7,7 Kilometer)
- Mauthausen (Gesunde Gemeinde Wanderweg mit Schloss Pragstein und Apothekenmuseum Mauthausen, 4,6 Kilometer)
- Mitterkirchen (Teufelsweg mit Keltendorf Mitterkirchen, 12,4 Kilometer)
- Naarn (Fuchtelmanderlweg in der Aulandschaft, 26,6 Kilometer)
- Neustift (Bischof-Firmian-Weg mit Rannatal und Donaublick Penzenstein, 12,9 Kilometer)
- Niederkappel (Donauschlingenweg mit Burgruine Haichenbach, Naturlehrpfad und Donauschlinge, 19,2 Kilometer)
- Niederranna
- Oberkappel
- Ottensheim (Donau-Panoramaweg mit Donaublicken am Weg, 8,2 Kilometer)
- Perg (Kugelmanderlweg mit Kalvarienberg, 9,1 Kilometer)
- Pfarrkirchen (Traumblickrunde im Naturschutzgebiet Rannatal mit Ruine Falkenstein, 15,7 Kilometer)
- Pupping (Wolfgangrunde mit Landerlkapelle und Burgruine Schaunberg, 12,2 Kilometer)
- St. Agatha (Es mueß seyn Weg mit Schlögener Blick, Fadinger-Denkmal und Ruine Stauff, 20,7 Kilometer)
- Sankt Florian (Mühlsteinweg mit Sumerauerhof und Lehrpfad, 8,6 Kilometer)
- St. Nikola (Burg Werfenstein Runde mit Stillensteinklamm, 5,7 Kilometer)
- Saxen
- Vichtenstein (Fuchsenlochweg mit Burg Vichtenstein, 6,7 Kilometer)
- Steyregg (Steyregger Runde mit Finstergraben, 8,6 Kilometer)
- Waldhausen (Ausblicksrunde mit Stift Waldhausen, Schwingender Stein und Aussichtswarte, 12,8 Kilometer)
- Waldkirchen (Vier-Viertel-Blick-Runde im Kleinen Kösslbachtal, 12,8 Kilometer)
- Wilhering (Bauern- und Holzknechtrunde mit Kürnberger Wald und Fischlehrpfad, 15,8 Kilometer)